# Знаки препинания
Зна́ки препина́ния — элементы письменности, выполняющие вспомогательные функции, например: разделение и выделение смысловых отрезков текста, предложений, словосочетаний, слов, частей слова; указание на грамматические и логические отношения между словами, на коммуникативный тип предложения, его эмоциональную окраску, степень законченности.
Благодаря знакам препинания, синтаксически оформляющим текст, читателям становится легче воспринимать и понимать его, а при произнесении текста вслух — интонационно оформить его (в частности, подчеркнуть смысловые паузы, логические ударения).

В письме А. П. Чехова начинающему писателю Н. А. Хлопову отмечается роль знаков препинания в тексте, в частности, обращено внимание на переизбыток одних из них (многоточий) и дефицит других (точек) в дебютном рассказе адресата:
Знаки препинания, служащие нотами при чтении, расставлены у Вас, как пуговицы на мундире гоголевского городничего. Изобилие многоточий и отсутствие точек. Эти пустяки, по моему мнению, испортят Вам музыку.

## Типы и функции знаков препинания
В современных латинской, кириллической, арабской, еврейской, индийской письменностях знаки препинания указывают на:
- разделение:
  - тем — крупных смысловых отрезков текста — для перехода к новой «теме» повествования (красная строка);
  - предложений — законченных смысловых отрезков текста — с одновременным указанием на их коммуникативный тип, эмоциональную окраску, степень законченности (точка, вопросительный и восклицательный знаки, многоточие);
  - слов (пробел);
- отношения между частями предложения:
  - простые (запятая, точка с запятой, двоеточие, тире);
  - эмоциональные (кавычки, вопросительный и восклицательный знаки, заключение в скобки);
- прямую речь, цитату (кавычки);
- пропуски текста (многоточие);
- сокращение слов (точка, дефис, косая черта и другие).

Знаки препинания бывают одиночными и парными. К парным знакам препинания относятся две запятые и два тире (употребляемые при обособлении частей предложения как единые знаки), скобки и кавычки.

## Знаки препинания в русском языке
До конца XV века тексты на русском языке писались или без промежутков между словами, или делились на нерасчленённые отрезки. Примерно в 1480-е годы появилась точка, а в 1520-е — запятая. Позже появилась точка с запятой, и вначале она употреблялась в том числе в значении знака вопроса. Впоследствии были введены вопросительный и восклицательный знаки.
В «Грамматике» Мелетия Смотрицкого (1619 год) появился первый парный знак препинания — круглые скобки.
К концу XVIII века получили употребление тире (одним из первых его начал применять Н. М. Карамзин), кавычки и многоточие (которое впервые в России также употребил Карамзин).

## Роль пунктуации
В истории российского языкознания сложились три основных направления в оценке роли и принципов русской пунктуации:
- логическое:
  - «Кот нёсся на трёх лапах, а четвёртой, передней лапой бил петуха по спине» (К. Паустовский): если между двумя определениями: «четвёртой» и «передней» — не поставить запятую и, соответственно, не считать их однородными по контексту, то получится, что у кота три лапы, на которых он несётся, и ещё четыре передних;
- синтаксическое:
  - «Сегодня быть он обещал, да, видно, почта задержала» («Евгений Онегин» А. С. Пушкин): после союза «да» нет паузы, но знак ставится, поскольку вводное слово «видно» выделяется с двух сторон;
- интонационное:
  - «Да. Да! Да?! Да…»: одно и то же слово можно произнести по-разному — и смысл будет сильно различаться;

Ф. И. Буслаев сформулировал назначение пунктуации следующим образом:
Так как посредством языка одно лицо передаёт свои мысли и чувствования другому, то и знаки препинания имеют двоякое назначение:
1. способствуют ясности в изложении мыслей, отделяя одно предложение от другого или одну часть его от другой, и
2. выражают ощущения лица говорящего и его отношение к слушающему.

Во второй половине XX столетия наряду с этими традиционными направлениями наметилось и коммуникативное понимание роли пунктуации — «возможность подчёркивания в письменном тексте с помощью знаков препинания связующей значимости слова / группы слов». Решению коммуникативной задачи подчинена и основная функция пунктуации (традиционно понимаемой как система графических неалфавитных знаков — знаков препинания, — участвующих в переводе устной речи в письменную): при помощи членения и графической организации письменного текста «передать читающему смысл написанного таким, каким он воспроизводится пишущим».

## История
Система знаков препинания европейских языков восходит к александрийским грамматикам II—I веков до н. э. (Аристофан Византийский, Аристарх Самофракийский, Дионисий Фракийский) и получила современный вид в конце XV века (система Альда Мануция Младшего — внука, тёзки и коллеги итальянского книгопечатника). В других системах письма — как древних, так и современных — знаки препинания иные. Наиболее распространены знаки словораздела (во многих системах это пробел, а в эфиопском письме — «:») и знаки границ предложения (вертикальная линия в древнем индийском письме и в тибетском, «::» — в эфиопском и другие). В XX веке европейская система знаков препинания проникает в другие системы письма. Так, она полностью или с модификациями заимствована японским, китайским, корейским письмом и частично (скобки, многоточие, а в некоторых системах — вопросительный и восклицательный знаки, кавычки) проникла в тибетское, эфиопское, бирманское, тайское, лаосское, кхмерское письмо.